# 日本ギャルママ協会
日本ギャルママ協会（にほんギャルママきょうかい、英語:Japan Galmama Association、略称:JGMA）は、日本国内におけるギャルママの保護ならびに支援を行う統括団体。東京都港区に所在。
2010年1月11日に発足して以来、ギャルママの社会的認知および立場の向上を企図し、催しの企画やフリーペーパーの発行などを行ってきた。創立2周年にあたる2012年の1月には会員数が7000名に達している。
上位組織と下位組織で協会は形成されている。東京に日本ギャルママ協会の本部を置いた上位組織。日本国内を大きくブロックに分けた9地域（北海道・東北・関東・北信越・東海・関西・中国・四国・九州）の協会支部所属のギャルママサークルからなっている。

## 役員
- 会長：AKI ― 『I LOVE mama〔アイラブママ〕』の専属モデル[2]
- 副会長：上野さやか
- 理事：金子正樹、中村俊貴、阿久津真乙依、川口しおり、泉舞、景山理恵
- 広報：
- 顧問：佐藤言也
- 創設者：

## 主な活動
- ギャルママ文化の普及・啓蒙・啓発
- ギャルママの研究
- ギャルママに関する商品の開発/CD、DVD、書籍、衣服、食品、他
- ギャルママ市場/職場の育成や開拓
- ギャルママ・シンママ（シングルマザー）の育成・支援
- 児童虐待防止対策・DV防止対策に対する取り組み
- メールでの育児相談等（2010年8月〜）[3]
- その他、当会の目的を達成するために必要な事業活動